# Sociale binding

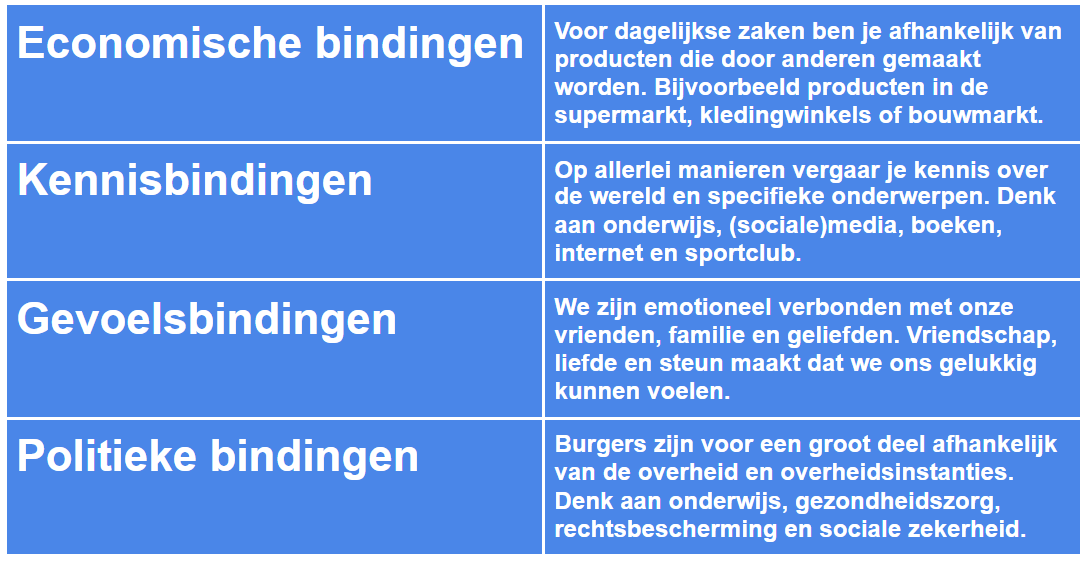
Vier soorten bindingen of afhankelijkheidsrelaties

Sociale binding is de relatie of band tussen mensen en groepen op sociaal gebied. Deze band is van belang, omdat hiermee steun en hulp wordt gevonden en de sociale cohesie bevorderd wordt. Het wordt gekenmerkt door emoties als affectie en vertrouwen. Binnen de eigen groep wordt wel van bonding gesproken, terwijl contacten die de eigen groep overstijgen wel als bridging worden aangeduid. De sociale binding wordt versterkt als er sprake is van identificatie en maatschappelijke participatie.
Hechting kan behalve tussen mensen ook met plekken optreden. Zo kan er een band worden opgebouwd met de eigen buurt.